# Rote Wand (Lechquellengebirge)
Die Rote Wand ist der markanteste und mit einer Höhe von 2704 m ü. A. nach der Unteren Wildgrubenspitze (2753 m ü. A.) der zweithöchste Berg im Lechquellengebirge. Sie erhebt sich zwischen Buchboden (Großes Walsertal) im Norden und Dalaas (Klostertal) im Süden. Der Name Rote Wand stammt vom roten Liaskalk, der besonders auffällig in der bis zu 400 m hohen Südwand zu sehen ist. Nordseitig ist unterhalb des Gipfels ein kleiner Gletscher eingelagert, der zu den beeindruckendsten und am niedrigsten (etwa 2600 m) gelegenen Gletschern der Nordalpen gehört. Auf der Südseite befinden sich am Fuß der Roten Wand der Formarinsee (1789 m) und oberhalb von dessen Südufer die Freiburger Hütte (1931 m).
In der Literatur (z. B. im Gebietsführer „Bregenzerwaldgebirge und Lechquellengebirge“ von Dieter Seibert) zu findende Behauptungen, die Erstbesteigung habe bereits am 25. Juli 1610 durch den Bludenzer Vogteiverwalter Hauptmann David Pappus (von Seibert fälschlicherweise „David Kappus“ genannt) und Gefährten stattgefunden, dürfen bezweifelt werden. Manfred Tschaikner kam zu dem Schluss, dass eine Besteigung hoher Gipfel, wie der Schesaplana oder der Roten Wand, zur Erledigung von Pappus’ Auftrag, der Grenzbeschau, nicht nötig war und nicht erfolgte.
Im Atlas Tyrolensis von 1774 ist die Rote Wand als Horn Spitz bezeichnet. Das auffällige Felshorn südöstlich des Hauptgipfels ist der Jungferngipfel (2686 m).
Ihr hölzernes Gipfelkreuz von 1966 ist im Sommer 2020 demontiert und durch ein neues, welches von Bergsteigern heraufgetragen wurde, ersetzt worden.
Der Berg ist ein beliebtes Wanderziel (nur für geübte, schwindelfreie Berggeher). Die Wanderrouten können von der Alpe Laguz (Hierhin Wanderbus im Sommer), der Alpe Klesenza, der Formarinalpe und von der Freiburger Hütte gestartet werden. Sie münden alle in die sehr steile Nordwestflanke (bis in den Sommer hinein mit Schneefeldern) und führen von dort über den Nordrücken sowie zuletzt ausgesetzt in leichter Kletterei (UIAA I+) über den splittrigen Nordostgrat zum Gipfel (Gehzeit ab dem Schutzhaus ca. 3 1⁄2 bis 4 Std.).

## Aussicht
Der seine nähere Umgebung deutlich überragende Berg erlaubt besonders nach Süden, Westen und Norden eine weite Aussicht. Man blickt (Aufzählung von Ost über Süd nach West) auf die Allgäuer und Lechtaler Alpen, das Verwall, die Silvretta, den Rätikon, die Glarner Alpen, und den Alpstein. Im weiteren Umkreis kann man unter anderem sehen: Zugspitze, Karwendel (Birkkarspitze), Ötztaler Alpen (Wildspitze, Weißkugel), einen Teil der Ortleralpen (Zufallspitze, Monte Cevedale), nahezu die gesamte Berninagruppe vom Piz Cambrena bis zum Piz Rosegg, Piz Julier, Piz Platta, Pizzo Tambo, Rheinwaldhorn, Tödi, Teile der über 150 km entfernten Berner Alpen (Fiescherhörner, Wetterhorn, Rosenhorn), Groß Schärhorn, Groß Spannort, Titlis, Glärnisch und Pilatus. Die Sicht reicht bei entsprechender Luftklarheit auch bis zum 168 km entfernten Feldberg im Schwarzwald, und sogar bis in die Vogesen (Grand Ballon, 1424 m, 253 km). Auch der 135 km entfernte Ulmer Münsterturm ist, sofern die Luft klar ist, genau im Norden auszumachen.

## Trivia
Im Rahmen der ORF-Sendung 9 Plätze – 9 Schätze wurde der Formarinsee mit der Roten Wand 2015 zum schönsten Platz Österreichs gewählt.

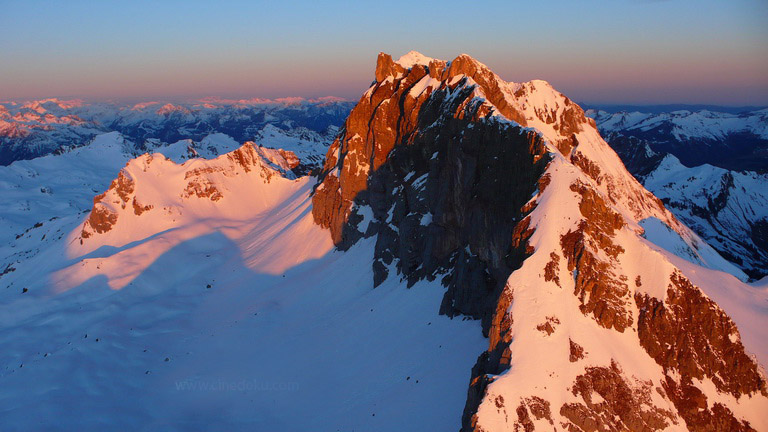
Rote Wand bei Sonnenaufgang
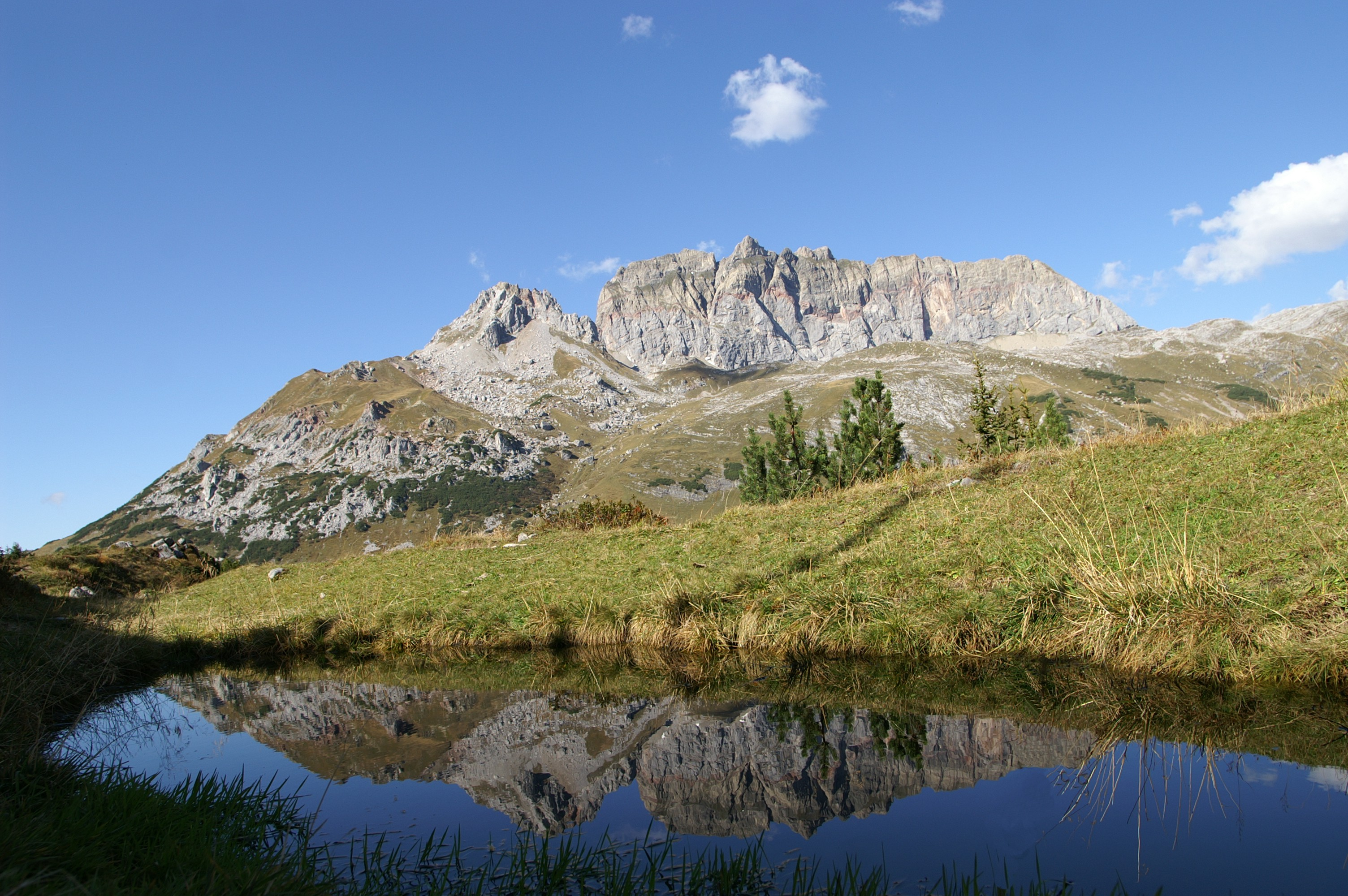
Rote Wand von Süden
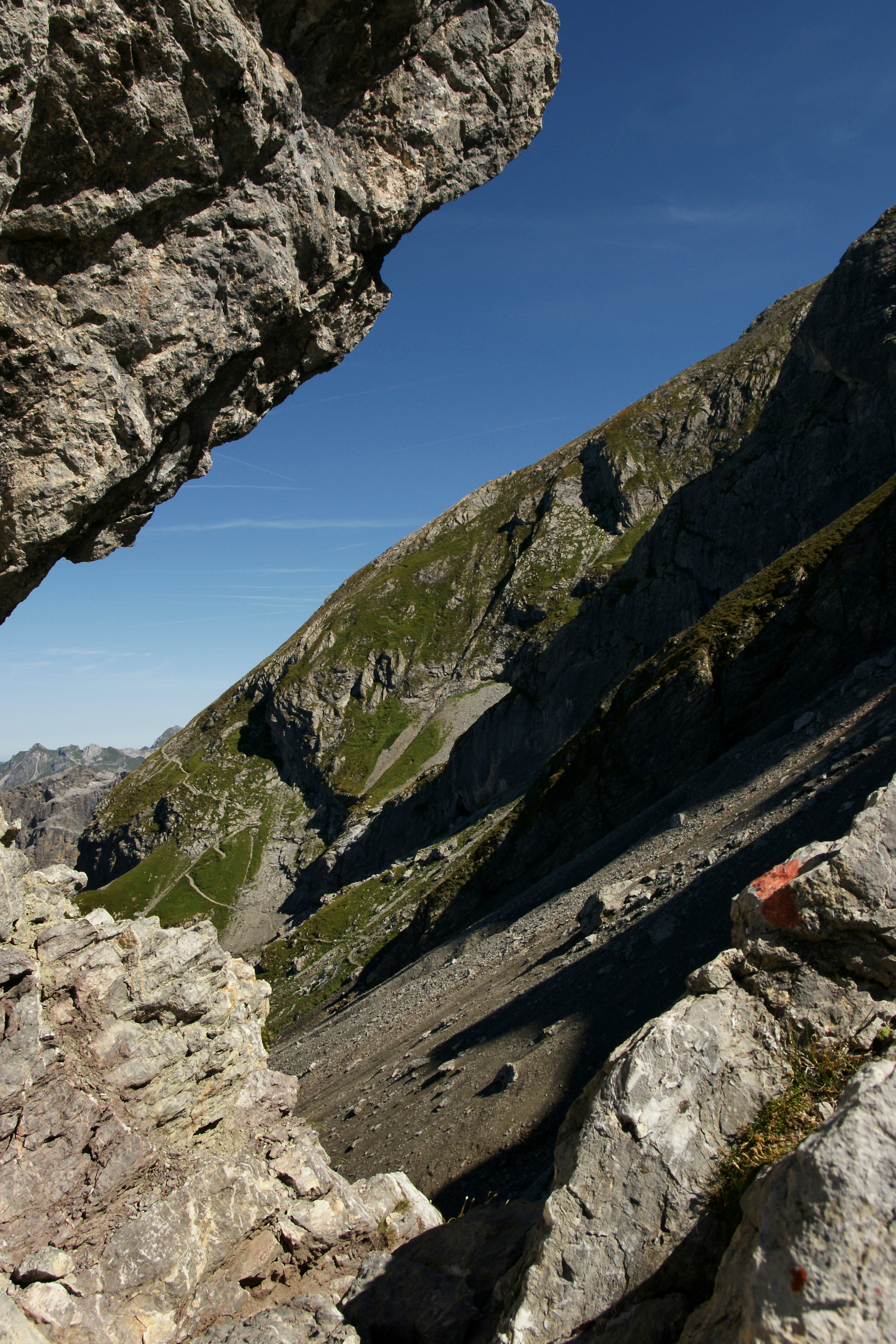
Blick vom Fürkele, 2310 m (auch „Oberes Sättele“ genannt), in die NW-Flanke
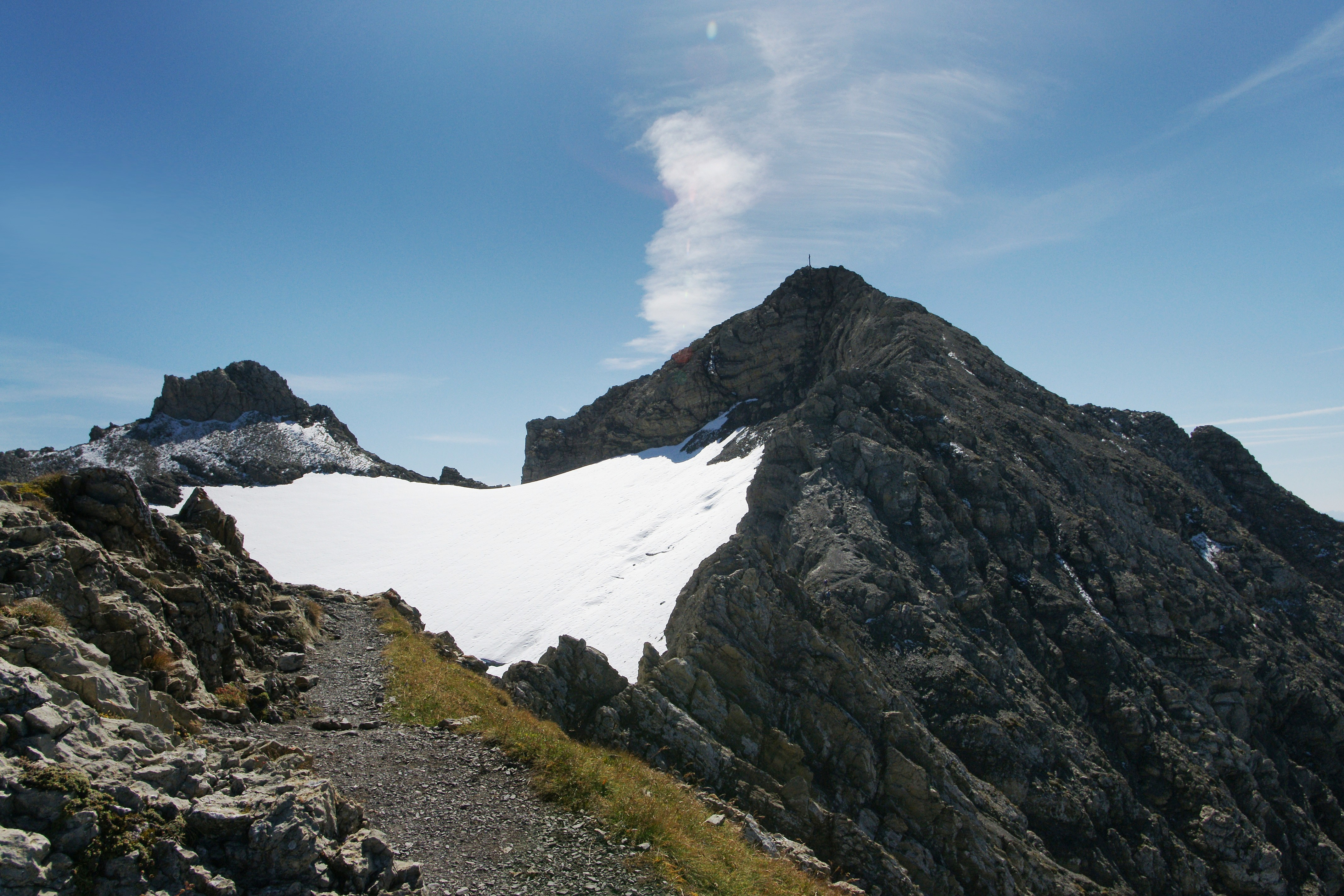
Gletscher und Nordgratschulter, links der Jungferngipfel
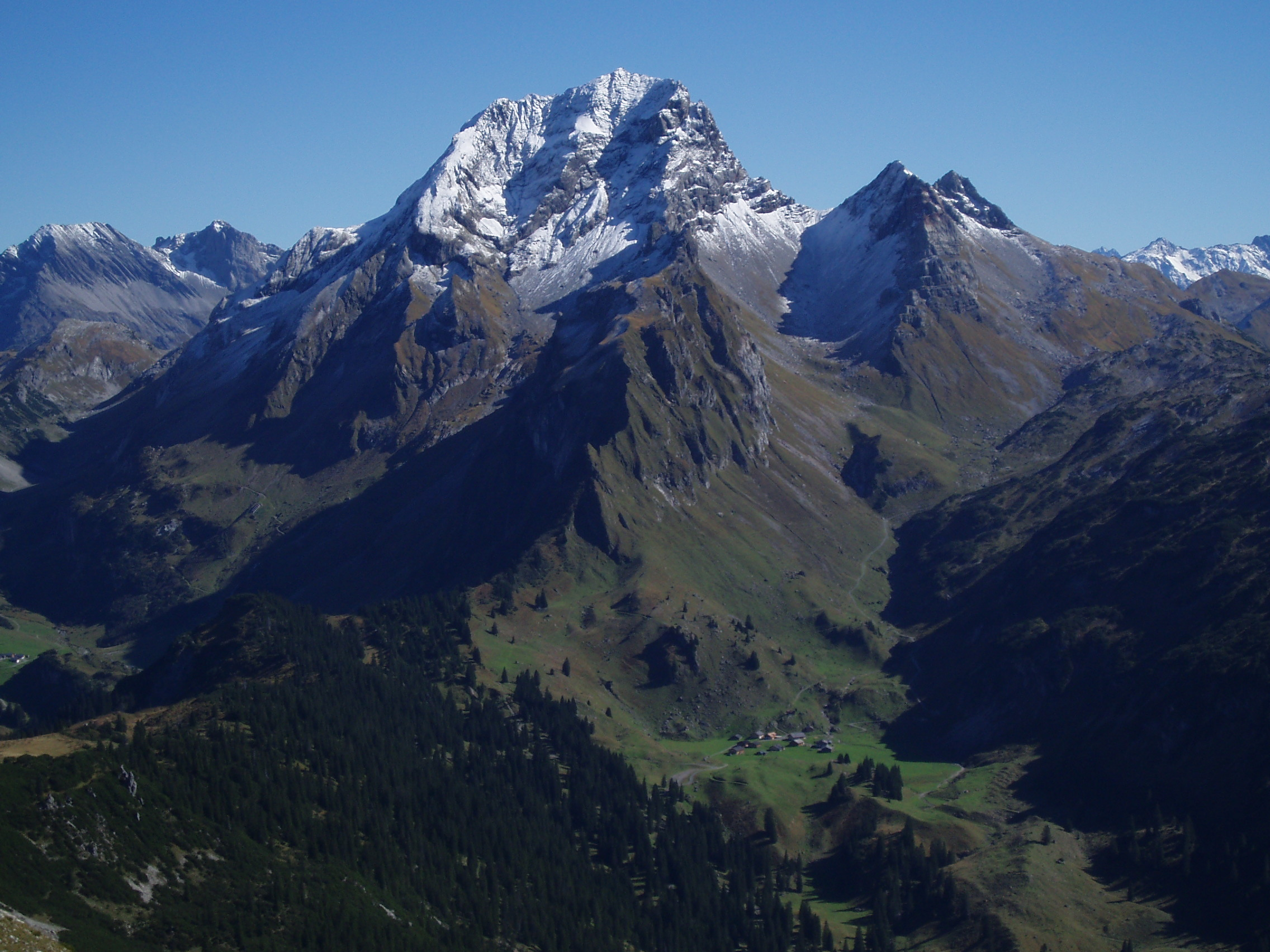
Rote Wand von Nordwesten, unterhalb die Untere Laguzalpe
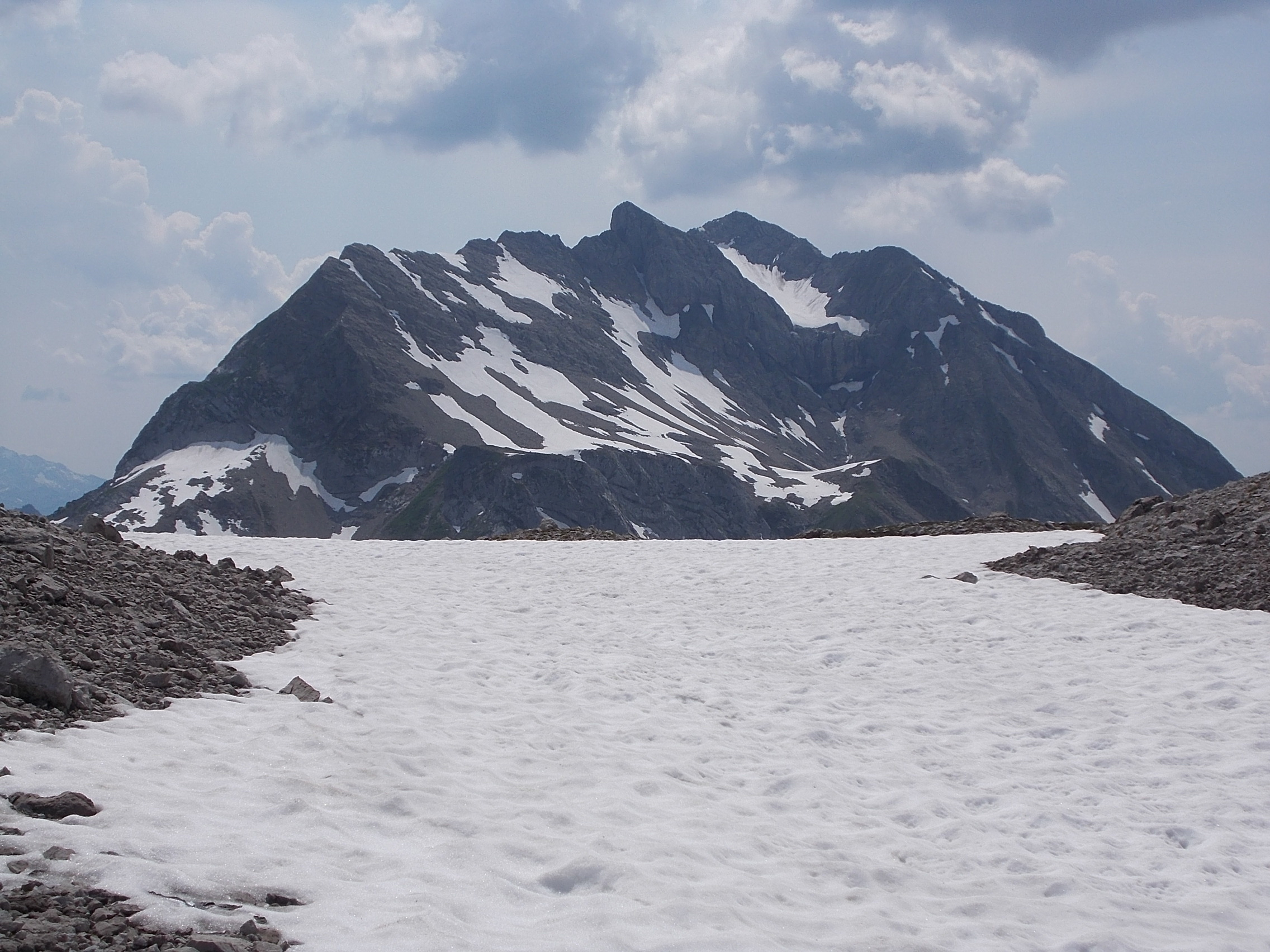
Rote Wand aus dem Bereich der Johannesjöcher
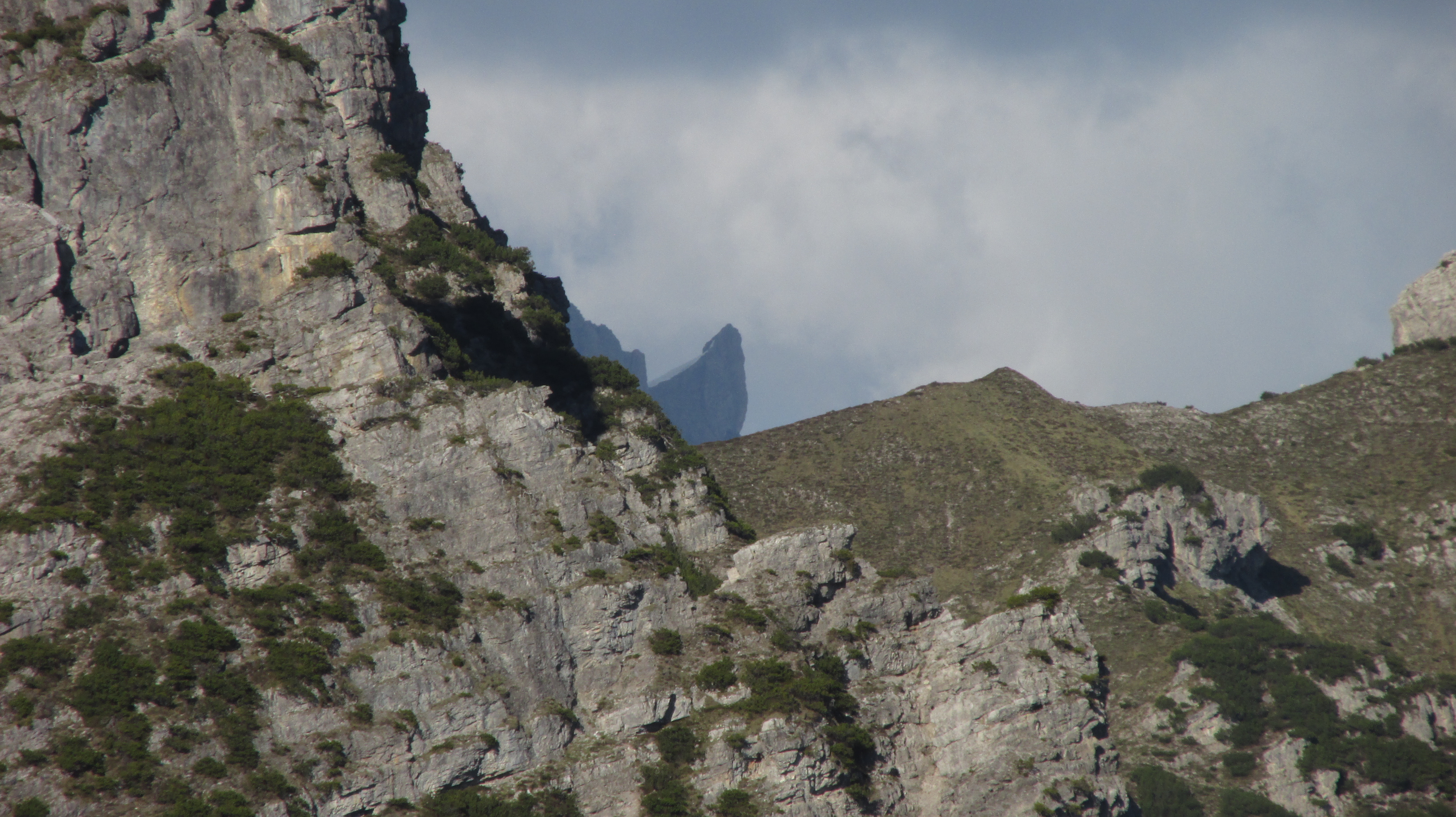
Der überhängende Jungferngipfel von Westsüdwest
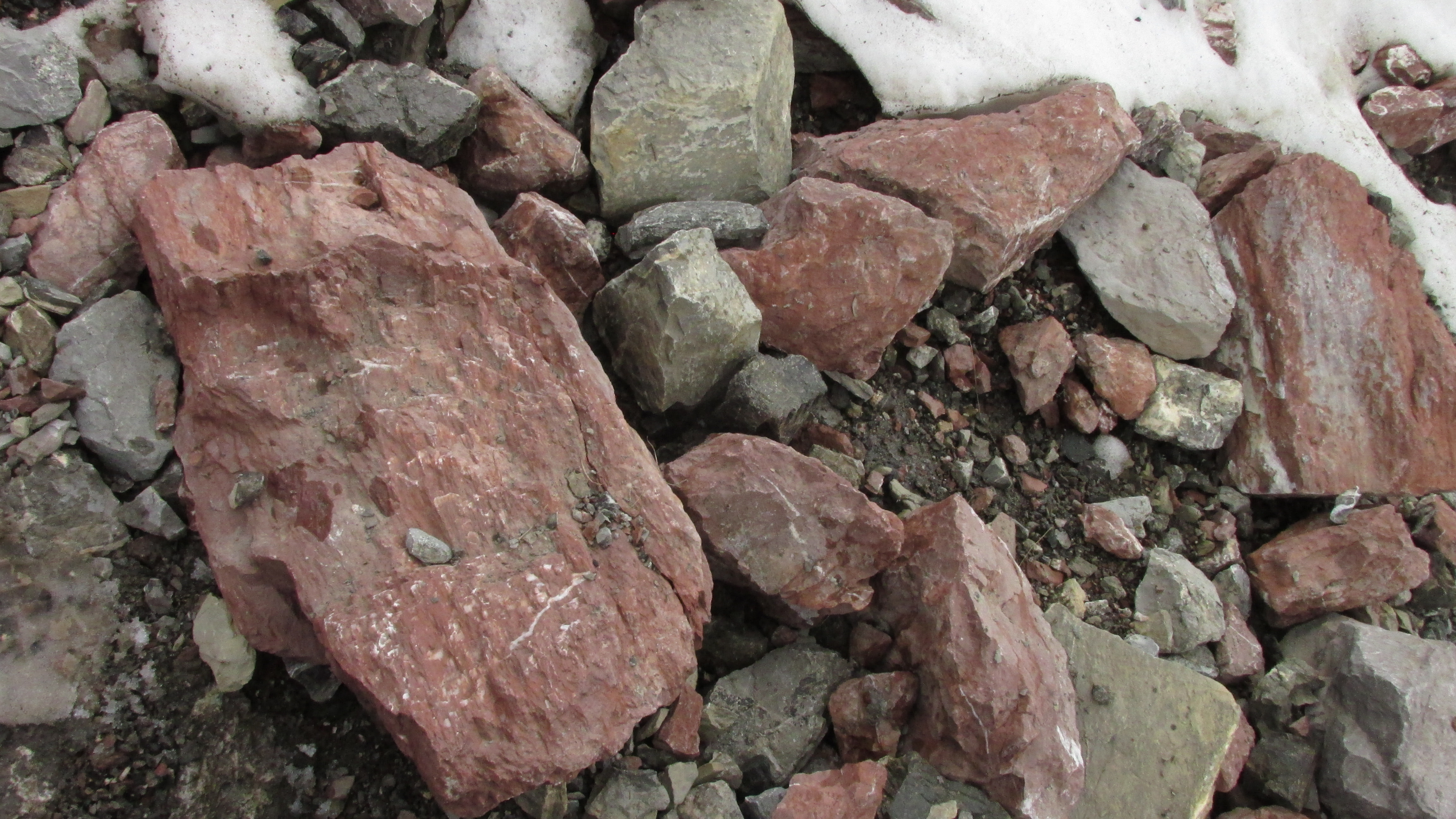
In der Nordwestflanke sieht man diese, dem Berg seinen Namen gebenden Liaskalk-Gesteinstrümmer.
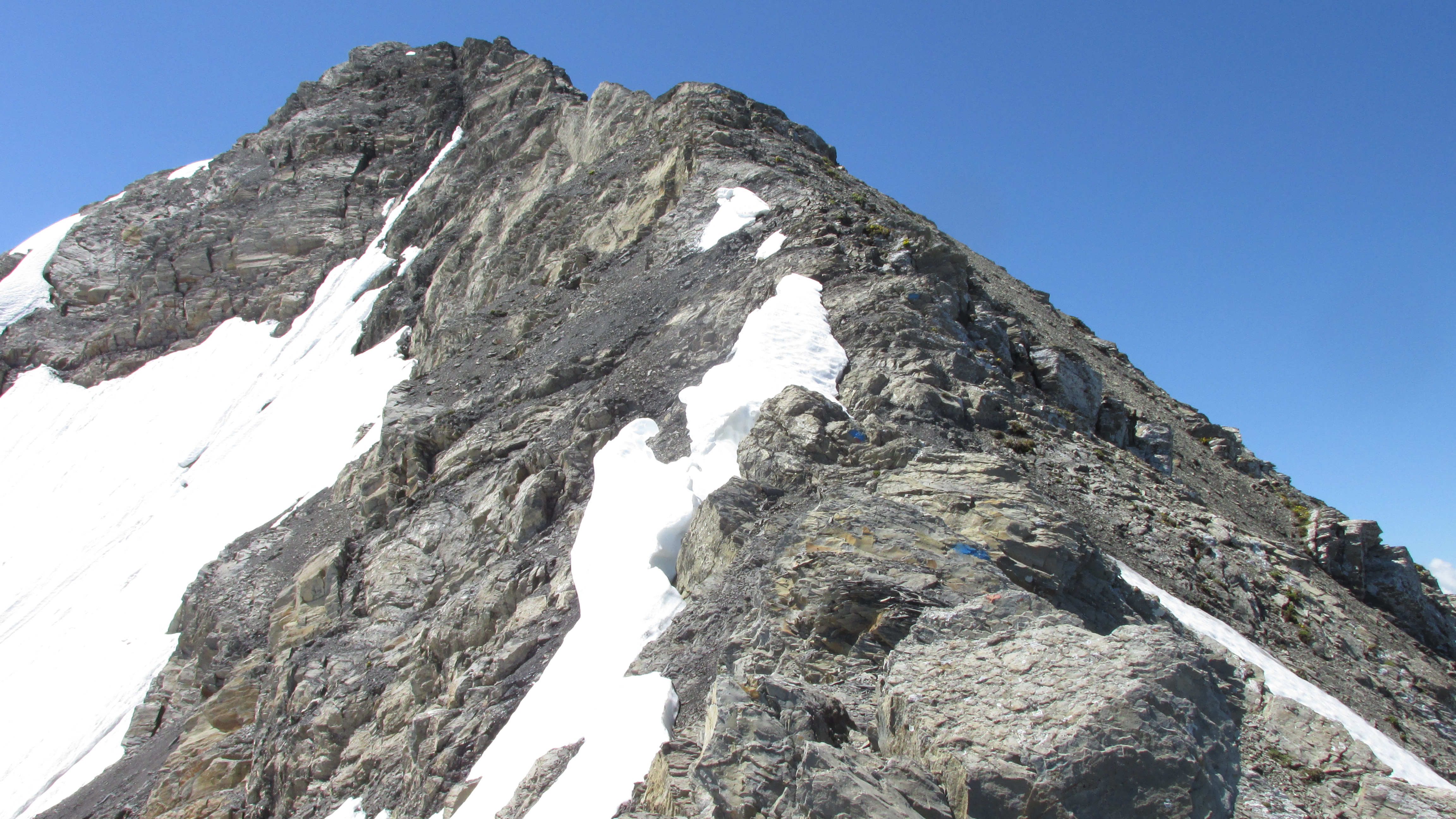
Die letzten ca. 50 Höhenmeter zum Gipfel. Das hölzerne Kreuz ist gerade abgebaut worden.